# Karol Mikuli
Karol (Carol, Charles, Carl, Karl von) Mikuli (Miculi) (* 22 de octubre de 1821 en Chernovtsy, † 21 de mayo de 1897 en Lemberg, por aquel entonces parte del Imperio austrohúngaro, hoy perteneciente a Ucrania) fue compositor, pianista y pedagogo polaco de raíz armenia.

## Vida
Tras estudiar Medicina en Viena, se trasladó a París en 1844. Allí fue discípulo de Chopin en interpretación pianística, y de Reber en composición. Más tarde se convertiría en asistente de Chopin en sus clases de piano. Los acontecimientos de la revolución de 1848 propiciaron la vuelta de Mikuli a su patria. Sus conciertos en diversas ciudades austriacas, rusas y rumanas, le valieron el reconocimiento como pianista consagrado. En 1858 fue nombrado Director artístico de la Sociedad Musical de Leópolis, siendo por tanto responsable del buen desarrollo del Conservatorio de dicha ciudad, así como de los conciertos que en ella se programaban. En 1888 abandonó la dirección de la Sociedad Musical para dedicarse a gestionar su propia escuela de música. Además de intérprete insuperable de las obras de Chopin, fue también el primer editor de sus Obras Completas. La edición de Mikuli de las obras de Chopin —publicada en Leipzig por F. Kistner— contiene correcciones y modificaciones realizadas por mano del propio Chopin en los ejemplares que Mikuli conservaba de sus tiempos de estudiante, así como de numerosas y precisas anotaciones recogidas por Mikuli durante sus años de asistente con el maestro.

## Discípulos
Entre sus discípulos más famosos se cuentan Moriz Rosenthal y Raoul Koczalski.

## Cita

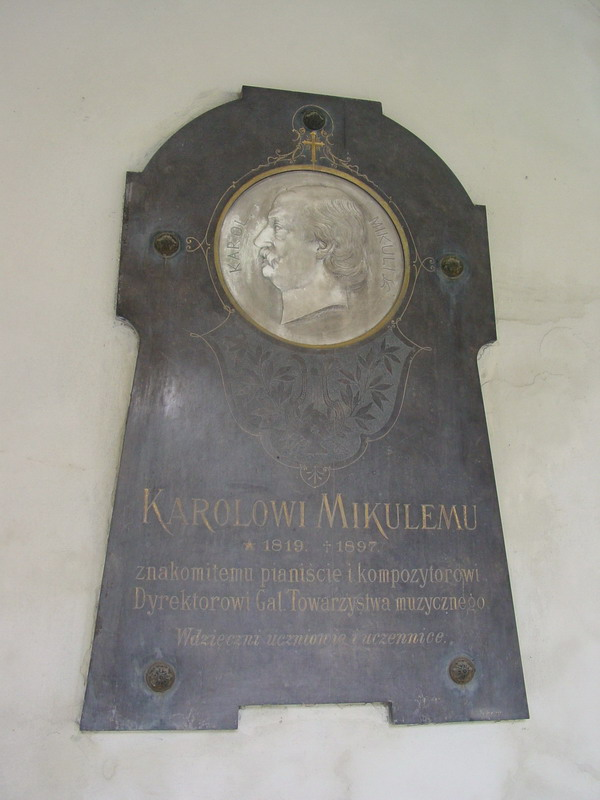
Lápida conmemorativa de Mikuli.

«El deslumbrante encanto, la poesía, la originalidad, la libertad plena y la claridad absoluta de la ejecución de Chopin no pueden describirse con palabras. Es perfecta en todos los sentidos»

## Obras
- Prelude et presto agitato, op. 1
- Dos Polonesas, op. 8
- Six pièces pour piano, op. 9 (publicadas por Spina, Viena)
- Serenata para clarinete y piano, op. 22 (rumano: Serenadă pentru clarinet și pian, op. 22)
- Variantes harmoniques sur la gamme d'Ut majeure pour piano à 4 mains, op. 23 (publicadas por F. Kistner, Leipzig)
- Pieces pour piano, op. 24
- Paraphrase sur un ancien chant de Noël polonais pour 4 voix avec instruments á cordes et orgue, op. 31
- Dos canciones sacras para coro masculino y solistas, op. 32
- Veni creator para coro mixto y órgano, op. 33

## Grabaciones disponibles en CD
- Karol Radziwonowicz: Karol Mikuli - Piano Works